# Poma de closca
La poma de closca (Limonia acidissima) és l'única espècie del gènere Limonia de la família de les rutàcies.

## Característiques
Aquesta planta és un arbre que creix a Bangladesh, l'Índia, el Pakistan, Sri Lanka i l'Àsia del sud-est fins a Java.
Dona un fruit que té una closca molt dura semblant a la fusta sovint molt difícil d'obrir. Té una polpa ácida, junt amb les llavors, a l'interior.
Amb aquesta polpa es prepara un suc i melmelada. La polpa del fruit no madur és astringent. Es fa servir també a la medicina aiurvèdica.

## Galeria

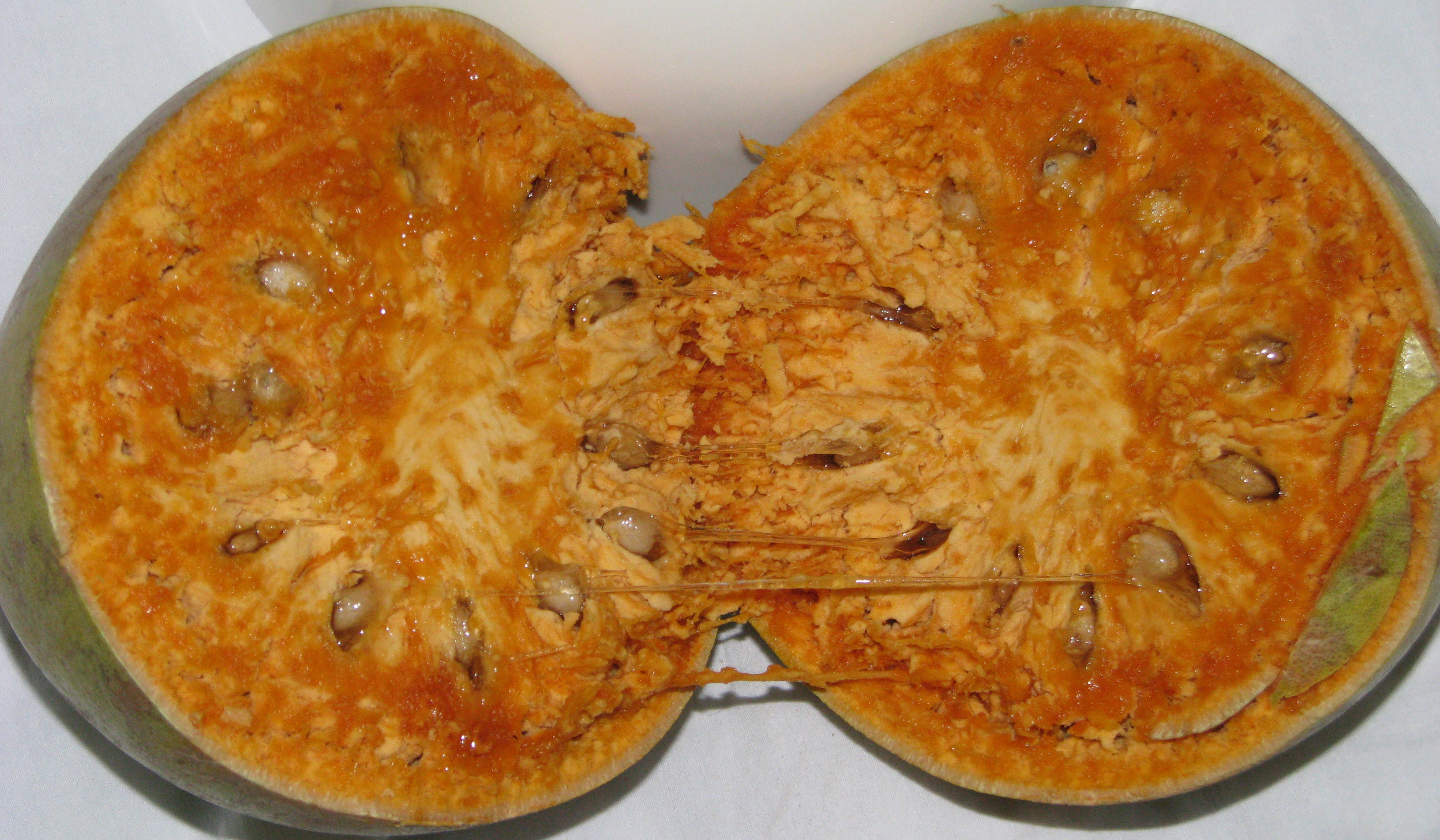
Fruit obert
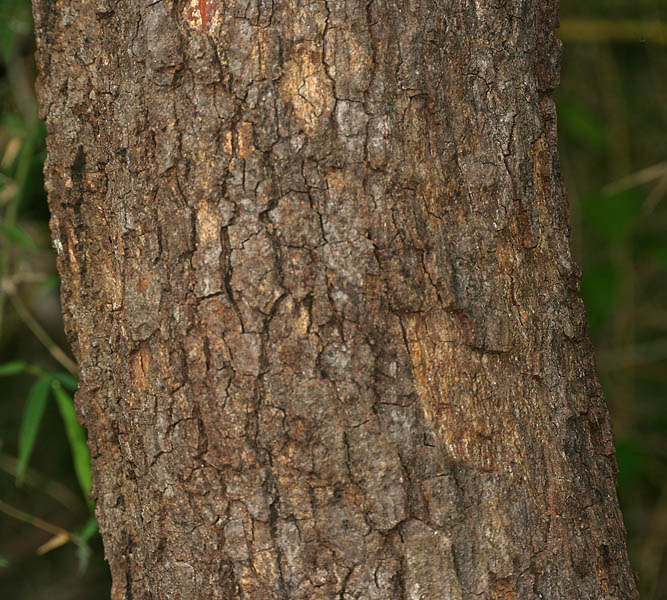
Escorça al bosc de Talakona, districte de Chittoor, Andhra Pradesh.
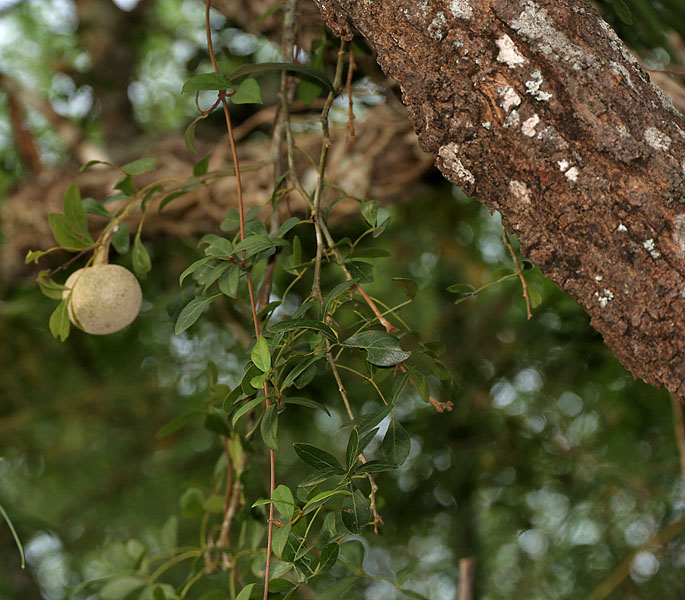
Arbre de Limonia acidissima.